# Yuma Funabashi
Yuma Funabashi (船橋 勇真 Funabashi Yuma?), född 13 november 1997 i Tokyo prefektur, är en japansk fotbollsspelare.
Funabashi började sin karriär 2020 i YSCC Yokohama.